# Goodwater (Saskatchewan)
Goodwater es un pueblo canadiense situado en la provincia de Saskatchewan.

## Superficie
Goodwater tiene una superficie de 0,56 km².

## Demografía
En 2021, tenía 40 habitantes, una densidad poblacional de 71,1 hab./km², y 17 viviendas.